# 白井敬尚
白井 敬尚（しらい よしひさ ）は、日本のグラフィックデザイナー。1961年愛知県生まれ。株式会社グレイス（宮崎利一チーム）、株式会社正方形（清原悦志主宰）、正方形グラフィックスを経て、98年白井敬尚形成事務所を設立。 タイポグラフィを中心としたデザインに従事し、主に雑誌や書籍のブックデザインなどを手がけている。武蔵野美術大学視覚伝達デザイン学科教授。朗文堂新宿私塾講師。ミームデザイン学校講師。

## 主な仕事
- 「アイデア」（2005- 、誠文堂新光社）
- 「書物と活字」（朗文堂）
- 「欧文書体百花事典」（朗文堂）
- 「タイポグラフィの領域」（朗文堂）
- 「ふたりのチヒョルト」（朗文堂）
- 「イヴ叢書」（ギャラリーイヴ）
- 「秀英体研究」（大日本印刷）
- 「ヴァチカン教皇庁図書館展」（大日本印刷）
- 「EXHIBITIONS」（ギンザグラフィックギャラリー）
- 「Tokyo TDC Vol.20」（DNPアートコミュニケーションズ）
- 「ペンギンブックスのデザイン1935-2005」（ブルース・インターアクションズ）
- 「ユリイカ」（2004-06、青土社）
- 「日蝕狩り」（青土社）
- 「武蔵野美術大学のあゆみ1929-2009」（武蔵野美術大学出版局）
- 「三嶋典東作品集ーLINE STYLE」（ブルース・インターアクションズ）
- 「板垣 鷹穗ー建築」（武蔵野美術大学出版局）
- 「山口藍作品集ーほがらほがら」（羽鳥書店）
- 「バレエリュス」（国書刊行会）
- 「横尾忠則全装幀集」（パイ・インターナショナル）
- ggg『ヤン・チヒョルト』展（公益財団法人DNP文化振興財団）
- 印刷博物館『ヴァチカン教皇庁図書館展』
- 「カウンターパンチ　16世紀の活字製作と現代の書体デザイン」（武蔵野美術大学出版局）
- 「世界のデザイン雑誌100 グラフィック，広告，タイポグラフィの歴史を変えた雑誌たち」（DU BOOKS）
- 「グリッドシステム グラフィックデザインのために」（ボーンデジタル）デザイン・監修
- 「タイポグラフィ─タイポグラフィ的造形の手引き」（ボーンデジタル）デザイン・監修
- 「モダン・タイポグラフィ 批判的タイポグラフィ史試論」（グラフィック社）
- 『デザインワークにすぐに役立つ 欧文書体のルール』（グラフィック社）

## 主な著書
- 「欧文書体百花全書」共著
- 「文字講座」共著
- 「白井敬尚」ggg books-124
- 「排版造型 白井敬尚」（湖南美術出版社）
- 「組版造形 タイポグラフィ名作精選」（グラフィック社）